# Jetlag Productions
Jetlag Productions — американско-японская анимационная студия.

## История
Аниматоры студии начинали с участия в работе над мультсериалами «Новые приключения Хи-Мена» в 1990 году и «Конан-Варвар» в 1992 году, пока к ним не обратились Джо, Кен и Стэн Кейры (известные как Cayre Brothers) из GoodTimes Entertainment. Основанная в 1994 году студия Jetlag Productions на время заменила Golden Films в качестве поставщика бюджетной анимационной продукции GoodTimes, когда истек срок контракта с этой компанией. С 1994 года Jetlag Productions выпустила в общей сложности семнадцать различных анимационных фильмов, тринадцать — адаптации существующего материала и четыре — оригинальные.
Главной особенностью мультфильмов студии было то, что они длились по 45 минут, были «стилизованы под аниме», содержали по 3 написанные композитором Эндрю Димитроффом песни, а также выпускались на видеокассетах GoodTimes Home Video под названием «GoodTimes». Их последним релизом был «Горбун из Нотр-Дама», который вышел 30 апреля 1996 года, незадолго до того, как GoodTimes обратилась к новой компании Blye Migicovsky Productions для создания новой линейки анимационных релизов.
В 2002 году мультфильмы Jetlag Productions выпускались на DVD под лейблом «Collectible Classics». Они выпускались студией Goodtimes Entertainment вплоть до банкротства в 2005 году. Перед каждым мультфильмом студии шла небольшая мультипликационная заставка. В ней главные герои мультфильма «Чудесный Подарок Снеговика», снятого в 1995 году, Лэндон и Эмили-Элизабет, читали книгу. Спустя какое-то мгновение она вместе с кроватью превращалась в аттракцион «Американские горки», и к персонажам присоединялись герои других мультфильмов студии. Во время катания на аттракционе герои видят отрывки из мультфильмов. Заканчивается тем, что они попадают в радужную дугу с надписью «Children’s Classics».

## Список мультфильмов
- Золушка (1994), по мотивам одноименной сказки Шарля Перро.
- Лев Лео, Король Джунглей (1994), по сценарию Джорджа Блума
- Покахонтас (1994), основан на легенде о Покахонтас
- Рождественская Песнь (1994), по роману Чарльза Диккенса
- Самый маленький кролик (1994), по сценарию Ларри Хартштейн
- Алиса в Стране Чудес (1995), по роману Льюиса Кэролла
- Геркулес (1995), по мотивам древнегреческих мифов о Геркулесе
- Книга Джунглей (1995), основан на сказке Редьярда Киплинга Маугли
- Красная Шапочка (1995), по мотивам одноименной сказки Шарля Перро
- Кудряш, Маленький Щенок (1995), по сценарию Ларри Хартштейн
- Спящая Красавица (1995), по мотивам одноименной сказки Шарля Перро
- Хайди (1995), по новелле Иоханны Спири
- Черный Красавец (1995), по новелле Анны Сьюэлл
- Чудесный Подарок Снеговика (1995), по сценарию Ларри Хартштейн
- Щелкунчик (1995), по мотивам сказки Э. Т. А. Гофмана
- Горбун из Нотр-Дама (1996), последний мультфильм студии, основан на новелле Виктора Гюго